# Мартыновка (Гадячский район)
Мартыновка (укр. Мартинівка) — село, Мартыновский сельский совет, Гадячский район, Полтавская область, Украина.
Код КОАТУУ — 5320484701. Население по переписи 2001 года составляло 579 человек.
Является административным центром Мартыновского сельского совета, в который, кроме того, входят сёла
Великое,
Вороновщина,
Могилатов,
Морозовщина и
Шадурка.

## Географическое положение
Село Мартыновка находится на расстоянии до 1 км от сёл Шадурка, Великое и Морозовщина. Рядом проходит автомобильная дорога Т-1705.

## История
- 1859 — дата основания.

## Экономика
- ОАО «Гадячское свеклохозяйство».

## Объекты социальной сферы
- Детский сад «Сонечко».
- Школа.
- Дом культуры.